# Качаник
Качаник или Каченик (на албански: Kaçanik или Kaçaniku; на сръбски: Качаник или Kačanik) е град в Южно Косово, административен център на община Качаник с почти изцяло албанско население.
Южно от Качаник започва Качанишкият пролом, дълъг 23 км, свързващ Косовското поле със Скопското поле.
Първият основател на града е Синан паша, който построява джамията, която е запазена, училище в близост до джамията, два хана, баня и други, придавайки на дотогавашното село градски облик.
Край града са погребани 237 български войници и офицери от Първата световна война.
По време на българското управление в Поморавието в годините на Втората световна война, Константин П. Чолаков от Ботевград е български кмет на Качаник от 22 август 1941 година до 23 юли 1942 година. След това кметове са Цачо Ганев Ганев от Угърчин (23 юли 1942 - 19 септември 1942), Константин П. Чолаков от Ботевград (19 септември 1942 - 22 февруари 1943) и Христо Минков Иванов от Орешак (2 април 1943 - 9 септември 1944).

## Други
На Качаник е наречена улица в София (Карта).